# Хозарський протекторат над Херсоном
Хаза́рський протекторат — епізод в історії візантійського Херсона, коли на початку VIII століття місто протягом кількох років знаходилося у складі Хозарського каганату. Протекторат був встановлений на прохання самих містян та місцевої влади, яка побоювалася репресій, після того як у Константинополі в 705 році стався палацовий переворот і до влади повернувся імператор Юстиніан II, вкрай вороже налаштований до жителів Криму.

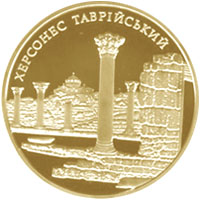
Монета НБУ присвячена Херсонесу Таврійському

У місті за збереження місцевого самоврядування з'явився призначений хозарським каганом намісник. З джерел не ясно, в який саме момент і як це сталося. Відомо лише, що хозари задіяли невелику кількість війська, тому візантійсько-хазарські відносини спочатку залишалися мирними. У 710–711 роках Юстиніан відправив проти Херсона три каральні експедиції. В результаті першої імператор повернув контроль над містом. В полоні опинився хозарський чиновник. Дві інші експедиції, як повідомляють візантійські хроністи, було відправлено, щоб повністю зруйнувати Херсон, Боспор та інші кримські міста. Їхні жителі, дізнавшись про небезпеку, що загрожує, теж звернулися до хозарів за захистом. Військові дії були зупинені хозарською армією, що підійшла, після чого хозари втрутилися у візантійську політику і вплинувши на обрання та затвердженні нового імператора.

## Передісторія

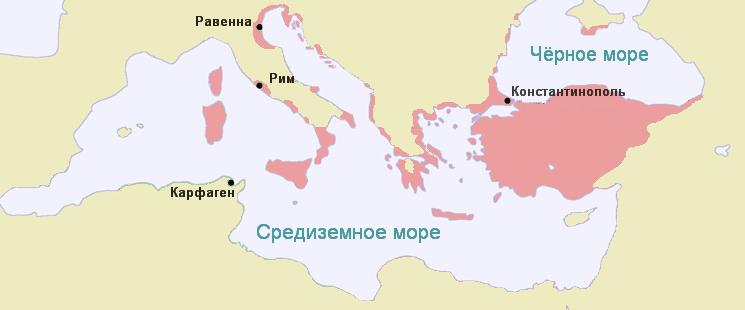
Візантійська імперія до 717 року. Вгорі праворуч територія Херсона, Сугдеї та кліматів Готії

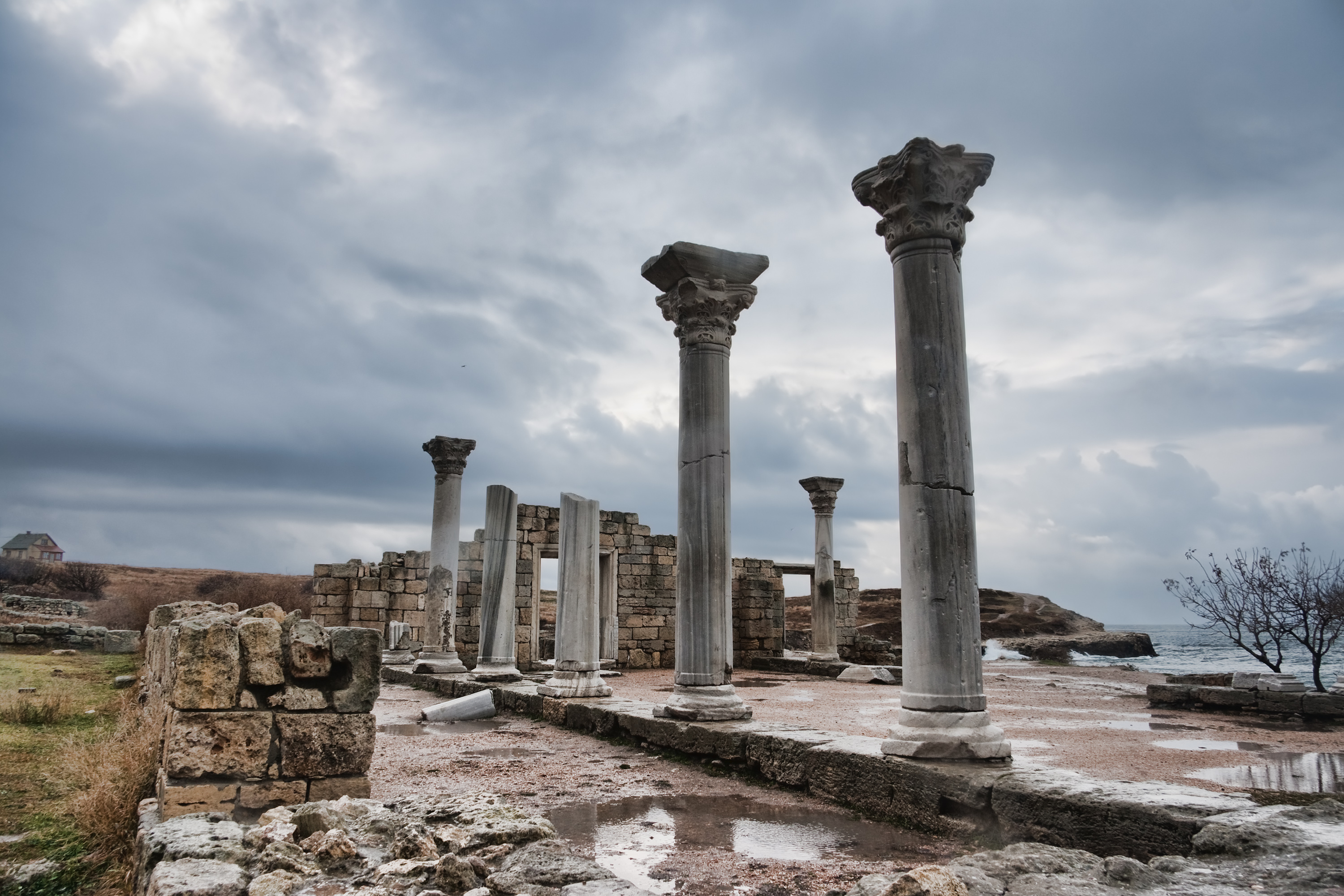
«Базиліка 1935 року» у Херсонесі

На початку середньовіччя Херсон (так з IV століття н. е. називали Херсонес Таврійський) був віддаленим провінційним містом Візантійської імперії. Місто в якому мало, що нагадувало про колишнє античне процвітання, залишалося великим міським центром і головним візантійським форпостом у Криму. Потужні фортечні стіни та вдале приморське розташування уберегли його від навал варварів. За весь час Великого переселення народів, коли в Крим послідовно вторгалися племена готів гунів, тюркютів, оногурів та хозар, що змінювали один одного, а після них угорців та печенігів, Херсон жодного разу не був завойований. Утім, іноді, його мешканці, за висловом одного з джерел, «почувалися скоріше жителями в'язниці, ніж міста, з якого не сміли виходити». Втім, періоди гострої конфронтації були винятком, тому відносини херсонітів з варварською периферією, головним чином, були мирними, оскільки кочівники, що сусідили з містом, завжди потребували місцевої ремісничої продукції та візантійських предметів розкоші, а міські жителі — сільськогосподарських товарах. У Південно-Західному Криму та на Керченському півострові існували й інші області з християнським візантинізованим населенням: портові міста Боспор та Сугдеа, у горах — архонства чи клімати Готії. Вони мали тісні політичні та церковні зв'язки, як з Херсоном, так і з загальноімперською адміністрацією, але безпосередня влада варварів тут завжди була набагато сильнішою, набагато більшою було й представництво автохтонного населення.
З хозарами Візантійська імперія вперше тісно зіткнулася під час своєї війни проти Сасанідського Ірану, у 626—630 роках. Хазари тоді надали візантійцям цінну військову допомогу, спільними зусиллями зруйнувавши Іран і завоювавши Закавказзя. Після того як у середині VII століття Хазарський каганат остаточно відокремився від Західного тюркського каганату і став самостійною державою, хозарсько-візантійське зближення стало ще актуальнішим, оскільки тепер замість Ірану їх новим спільним ворогом став Арабський халіфат (з 661 року з центром в Сирії та столицею в Дамаску), який незадовго до цього був завойований. Хазари не мали спільних кордонів із володіннями Візантії, доки у 660-ті роки вони не розбили булгар та утвердилися у степах Приазов'я й Північного Причорномор'я, після чого їм відкрився шлях для експансії до Криму. Про ці події та присутність хозар на півострові розповідають ранні письмові джерела.

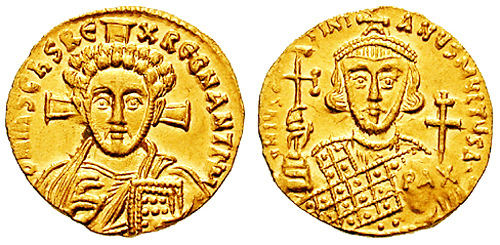
Солід імператора Юстиніана II

У 695 році у Візантії був повалений імператор Юстиніан II, який правив вже 10 років. Прийшовши до влади у 16-річному віці, він виявив себе як енергійна, але при цьому вкрай владна, запальна і жорстока людина, «нещадна до дійсних і уявних ворогів». Крайню ступінь роздратування населення викликали введені їм нові податки, якими були обкладені як рядові жителі, так й вся знать. До того ж, ці податки стягувалися різними беззаконними методами. 
|  | Юстиніан тим часом намагався зводити палаци і побудував так звану їдальню Юстиніанову і стіни біля палацу. <…> При цьому на посаду генерала-лічильника визначив він якогось абата Феодота, який раніше жив у самітництві у тіснинах Фракійських. Ця бідна і надто жорстока людина, вимагаючи звітів, податків і стягнень, вішала на мотузках і соломою підкурювала багатьох правителів державних, людей знаменитих, не тільки посадовців, а й міських мешканців, і все це без провини, марно, і без жодного приводу. Понад те градоначальник за царським наказом кидав до в'язниць дуже багатьох людей і змушував нудитися їм там роками. Все це призвело до зростання серед населення ненависті до царя. |

Приводом до повстання стала чутка про те, що Юстиніан збирається влаштувати в Константинополі нічне побиття народу та покарання патріарха. Переворот очолив воєначальник Леонтій, якого Юстиніан на три роки посадив у в'язницю через програну битву при Себастополісі. 
Леонтій:
|  | Увійшовши, відчинив в'язниці, звільнивши багатьох ув'язнених благородних людей, що від шести і до восьми років терпіли неволю в кайданах, здебільшого воїнів, і озброївши їх вийшов на площу, вигукуючи: всі християни до святої Софії; і пославши по всіх частинах міста, наказав вигукувати ті ж самі слова. |

Заручившись підтримкою патріарха, Леонтій заарештував Юстиніана. Вранці наступного дня він вивів поваленого імператора на іподром перед натовпом, але, незважаючи на заклики до розправи, великодушно зберіг йому життя. Юстиніану відрізали язик та ніс (за що він отримав прізвисько Рінотмет — «безносий») і відправили на заслання до Херсона.
Сам Леонтій, ставленик міської аристократії, протримався на імператорському троні недовго. Його коротке правління було наповнене гарячковою боротьбою проти зовнішніх ворогів. Через два роки в 697 році араби захопили візантійську Африку та «із власного війська поставили там начальників». Відправлена наступного року проти арабів морська експедиція спочатку діяла успішно, але у результаті її учасники змушені були відступити і, побоюючись покарання, підняли заколот. Війська рушили на столицю і проголосили новим імператором воєначальника Апсімара. Він також відрізав Леонтію ніс та ув'язнив того, а сам почав правити під ім'ям Тиберія III.

## Змова проти Юстиніана
Близько 704 року, дізнавшись про повалення Леонтія, Юстиніан почав відкрито заявляти про свій намір повернутися до влади, часто виступаючи з промовами перед населенням. Жителям Херсона така перспектива не сподобалася. Побоюючись гніву імперської влади, вони повідомили про те, що відбувається в Константинополь, і зібралися або вбити Юстиніана, або ув'язненим відправити до столиці. Юстиніан утік із міста і сховався у гірській фортеці Дорос (імовірно, сучасний Мангуп) у Готії. Перебуваючи там, він почав шукати зустрічі з каганом Хазарії Ібузіром Главаном. Під час зустрічі каган з пошаною прийняв екс-імператора, ставши йому другом, і віддав за нього заміж свою сестру. Хазарське ім'я принцеси невідоме, при хрещенні її назвали Феодорою — на честь знаменитої дружини імператорського тезки — Юстиніана I.

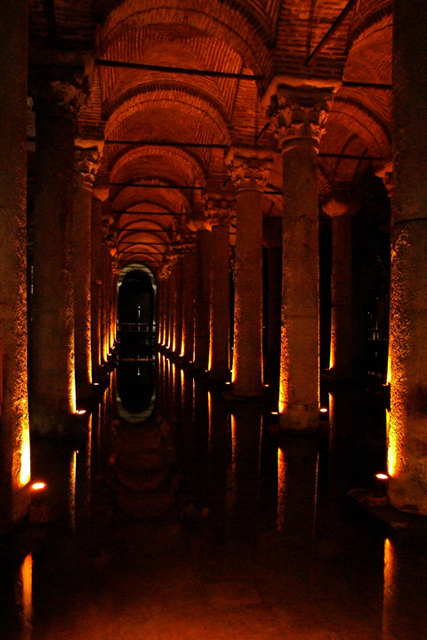
Цистерна Базиліка в Константинополі, сучасний вигляд

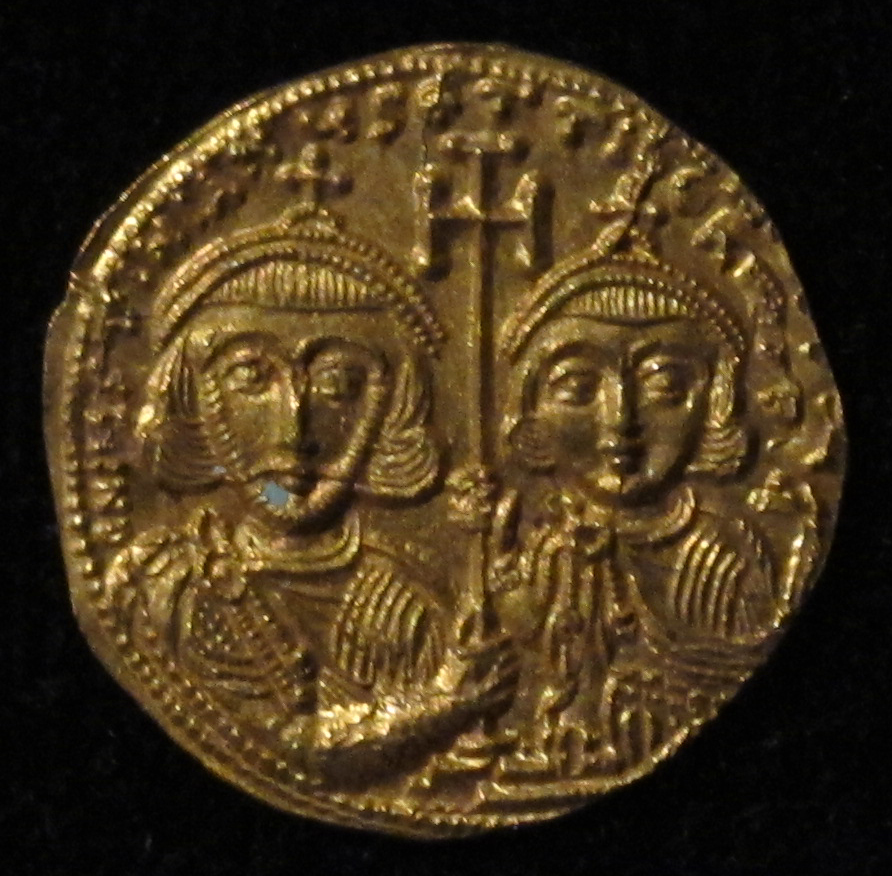
Солід із портретом Юстиніана II та його сина Тиберія

З дозволу кагана Юстиніан переправився через Керченську протоку і оселився у Фанагорії. Тут при ньому постійно знаходилися двоє високопосадовців: особистий представник кагана Папац (можливо, був намісником Фанагорії) та правитель Боспора Валгіц. Коли Тиберію стало відомо про те, що сталося, він відправив до Ібузір Главана власне посольство, або навіть серію посольств. Обіцяючи щедру плату, він умовляв кагана видати Юстиніана або, у крайньому разі, просто надіслати його голову. Каган, мабуть, схилився до того, що прохання має сенс. Він відправив до Юстиніана варту під приводом охорони від змов, а насправді для фактичного арешту. І наказав Папацю та Валгіцу бути готовими вбити екс-імператора за першим же наказом. Однак через слугу кагана про змову стало відомо Феодорі, й вона розповіла все це своєму чоловікові. За існуючими джерелами справжнє ставлення кагана до імператора виглядає неясним. Феофан та Никифор (єдині інформатори про події) свідчать, що Юстиніана справді збиралися вбити. Але за деякими подальшими деталями в їх розповіді можна припускати, що стосунки обидвох правителів залишилися дружніми, а з іншого джерела відомо, що каган вже після тріумфального царювання Юстиніана відвідував Константинополь і отримав щедру πάκτα — данину. Зокрема, таку думку висловив Сергій Сорочан, звернувши увагу, що каган тільки формально прагнув виконати дану Тиберію обіцянку, а сам, спеціально влаштувавши втечу, чекав подальшого розвитку подій.
Вчасно попереджений Юстиніан всіляко намагався врятуватися. Він запросив Папаца для бесіди віч-на-віч і задушив його струною. Потім так само вбив Валгіца. Після цього відіслав дружину до її брата в Хазарію, що можна однаково трактувати і як жест ображеного, і як турботу про її безпеку, а сам таємно втік із Фанагорії. На рибальському човні він дістався гавані Символу (Балаклава) неподалік Херсона. Там він таємно зв'язався з невеликою групою прихильників, які перебували на той час у місті, і разом з ними поплив на кораблі до гирла Дунаю. Звідти він звернувся за допомогою до правителя Дунайської Болгарії — хана Тервеля, пообіцявши йому значні преференції та руку своєї доньки. Тервель охоче відгукнувся на пропозицію і на чолі своєї армії разом з Юстиніаном вирушив до Константинополя. Простоявши під міськими стінами три дні, Юстиніан уночі у супроводі невеликого загону увійшов до міста підземним водопроводом і на цьому все закінчилося. Обидвох своїх попередників, Тиберія та Леонтія, Юстиніан стратив, спершу протягнувши їх по іподрому і потоптавши ногами. Булгар, які розбили намети прямо поблизу Влахернського палацу, він, як і обіцяв, щедро нагородив. Тервель був наділений титулом цезаря — наступним після імператорського за значимістю, що стало першим в історії Візантії фактом, коли такої посади удостоївся іноземець. Юстиніан подарував йому імператорський одяг, посадив поряд із собою на трон і наказав народу віддати тому такі ж самі почесті, як і собі. Щоправда, друга з обіцянок, даних Тервелю, ймовірно, залишилася невиконаною. Про його одруження з донькою Юстиніана не згадує жодне джерело.
Здійснивши необхідні страти всіх своїх ворогів, Юстиніан відправив великий військовий флот до Хазарії, щоб повернути свою дружину. Флот дорогою потрапив у бурю і частково потонув. Можливо, Юстиніан сумнівався, що каган віддасть сестру добровільно, але той жодних перешкод чинити не став і чемно відповів імператору:
|  | «О нерозумний, невже тобі було недостатньо двох чи трьох кораблів, щоб забрати свою дружину і не занапастити [при цьому] стількох людей? Чи ти вважаєш, що і її візьмеш у битві? Знай, у тебе народився син, надішли [за ними] і забери їх». |

У 706 році Феодора та її син, названий Тиберієм, прибули до Константинополя. Юстиніан присвоїв їм титули августи та августа й офіційно коронував своїми співправителями. Ймовірно, тоді чи дещо пізніше столицю відвідав і сам каган. Його вшанування відбувалося в золотоголовій Базилиці, позаду Мілія (імовірно, це Цистерна Базиліка). Там же були споруджені статуї Юстиніана та Феодори.

## Поява хозар у Херсонесі

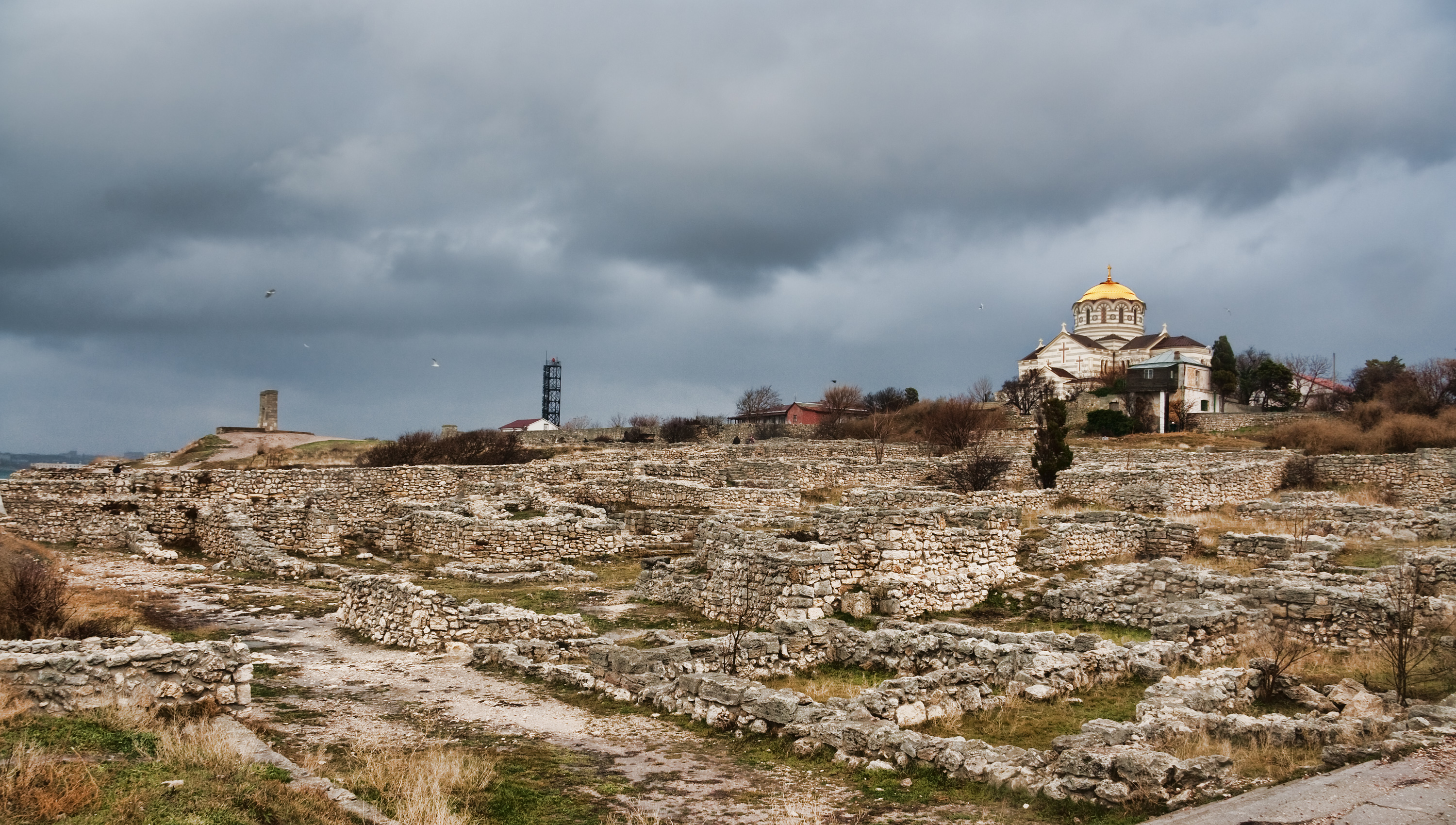
Руїни Херсонесу, сучасний вигляд

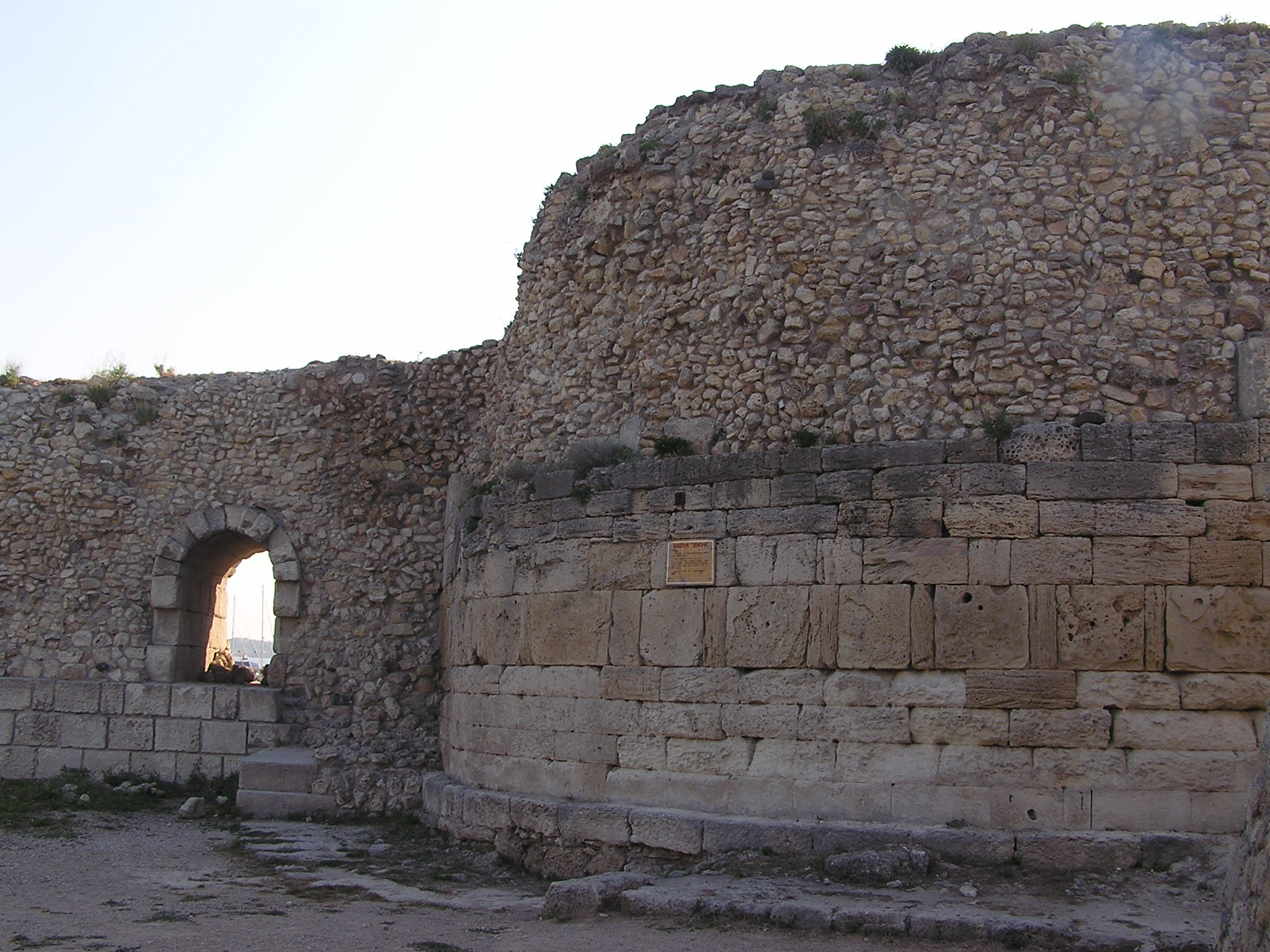
«Вежа Зенона». Вид з периболу

У якийсь момент часу між втечею Юстиніана та прибуттям до міста першої візантійської експедиції у 710 чи 711 році (про її дату див. нижче) у Херсонесі з'явилася хозарська адміністрація. У джерелах немає жодних подробиць щодо часу та конкретних обставин. Ясно тільки, що її ще не було в той час, коли Юстиніан жив у місті, інакше йому не довелося б шукати з хозарами контактів. Нічого не повідомляється і про наявність у місті будь-якої хозарської армії. Феофан та Никифор констатують, що поряд з протевонами (буквально «першими», так називали членів міської Ради з найзнатніших та найбагатших містян) і протополитом (букв. «першим громадянином», головою міста, який обирався зі складу протеонів) до влади входив тудун, що був тут «від імені кагана».
|  | ...А Тудуна — архонта Херсона, який був там від імені хагана, і Зоїла, першого громадянина за родом і племенем, також сорок інших знатних чоловіків, протеонів Херсона... |

Обидва автори називають його «архонтом» — це термін, який у візантійських джерелах застосовувався як стандартний для варварських вождів будь-якого рангу, як правителів та намісників, так і просто для представників знаті. У Тюркських каганатах «тудунами» називалися представники кагана, які прямували до підлеглих іноетнічних областей. Їхні функції полягали в нагляді за місцевими правителями та збором податків. Титул, як вважається, був запозичений тюрками з китайського tu't'ung — начальник цивільної адміністрації. Додаткова характеристика, яку дав Феофан, пояснюючи статус тудуна — «від імені» (грец. έκ προσώπου / «ек просопу») точно відповідає змісту посади і, можливо, як вважають багато дослідників, є буквальним перекладом. Такий самий вислів Феофан вживає стосовно хозарського представника у Фанагорії, який, таким чином, теж міг бути тудуном. Саме для Хазарії тудуни засвідчені джерелами ще двічі: вони згадуються в хозарському війську під час перебування хозар у Кавказькій Албанії в 628 році (як почесні вельможі, послані правителем з певним дорученням) та в епіграфічному написі на уламку кам'яної плити з Бахчисарайського музею. У цьому написі, який, як передбачається, походить з Гірського Криму і відноситься до VIII—IX ст., повідомляється про будівництво храму за правління якогось кагану (ім'я майже не читається через пошкодження) і тудуна (його ім'я може бути прочитане як Із або Ізу).
Важливий аспект, який не представлений у наявних джерелах, стосується того, де в цей період у Хазарії знаходилася ставка кагана і, відповідно, де з ним зустрічався Юстиніан. Зрозуміло, що це було не в Криму (і не в Фанагорії). Найпізніший центр Хазарії (у IX—X ст.) перебував у пониззі Волги. До того, в ті періоди, коли хазари вели війни з арабами в Закавказзі в середині VII та першій третині VIII століття, у східних джерелах як район, де знаходився їхній правитель, не дуже виразно, але ймовірно виступає Дагестан. Однак період кінця VII століття і перших років VIII століття, в який відбувалися події з Юстиніаном, є лакуною — одним із періодів, коли у східних джерелах про хозарів немає звісток. У зв'язку з цим не виключено, як гіпотетично вважає низка дослідників, що Каганська ставка в цей момент перемістилася подалі від Кавказу і ближче до Криму.

## Перша експедиція Юстиніана
Через п'ять років після свого царювання Юстиніан, який, за словами Павла Диякона, «після того як знову захопив владу, часто витирав рукою соплі, що текли, і майже так само часто наказував убити кого-небудь», згадав про Херсон. 
Як пише Никифор:
|  | Юстиніан, утримуючи в пам'яті донос херсонітів на нього Апсимару, зібрав велику кількість різних кораблів, посадив на них своїх чоловіків числом до ста тисяч, навчених зі стратегічних каталогів, а також з селян, ремісників, з ради синкліту і димів міста; на чолі цього флоту він поставив якогось патрикія Стефана, на прізвисько Асмикт [тобто, «лютий»], і послав його з наказом винищити мечем увесь народ у Херсоні, Босфорі та інших архонтствах, а свого дорифора Іллю, що вирушає разом із Стефаном, поставити архонтом Херсона, а також залишити там вигнанцем Вардана, родом вірменина. |

Стосовно цієї дати існує неясність. У Феофана інформація про всі три експедиції вміщено під 711/712 роком і зазначено, що перша експедиція завершилася в жовтні. Як і в попередньому випадку, твердо відома лише дата фінальної події — загибель Юстиніана 11 грудня 711 року. Плавання між Константинополем та Херсонесом в один бік займало 10-11 днів, тому не виключено, що всі події дійсно могли розвиватися дуже швидко і вкластися в один рік. Найімовірнішим, однак, у літературі визнається варіант, що перша експедиція мала місце у попередньому, тобто 710 році.
Вірменин Вардан, якого згадує Никифор, був одним із сановників, який при Апсімарі Тиберії домагався імператорської влади, за що був заарештований та ув'язнений на острові Кефалонія. Навіщо Юстиніан вирішив змінити йому місце заслання, у джерелах не йдеться.
Єдиним мотивом, цих дій Юстиніана, Феофан та Никифор називають безрозсудну помсту. Цілком можливо і навіть ймовірно, що величина війська та поголовний масштаб репресій ними перебільшено. Як відзначають сучасні історики, перший похід проти Херсонеса за всієї його жорстокості був частиною загальної державної політики, яку послідовно проводив Юстиніан і яка була спрямована на заміну самостійної муніципальної влади чиновниками, що приїзджали з центру. Така ж експедиція одночасно з Херсоном була направлена до Равенни. Втім, хроністи також і її пояснювали мотивами помсти (уродженці Равенни брали участь у поваленні Юстиніана), а місцеву знать чекали такі ж ізуверські способи розправи.
Експедиція зайняла місто без спротиву. Хазарський тудун, протополит Зоїл та ще 40 протевонів разом із сім'ями були заарештовані й у ланцюгах відіслані до Константинополя. Семеро інших протевонів спалили, прив'язаними на дерев'яних рожнах. Ще двадцятьох прив'язали до човна, який наповнили камінням і затопили в морі. Надіслані до столиці херсонські чиновники, ймовірно, мали служити заручниками. Навіщо туди був відісланий хозарський представник, можна лише здогадуватись, але для самого Юстиніана цього крок згодом став фатальним.
Як стверджують хроністи, Стефан Асмікт не точно виконав наказ імператора: він убив лише дорослих жителів Херсонеса, пощадивши дітей. Коли Юстиніану стало про це відомо, він розлютився і відправив Стефану наказ негайно повернутися до Константинополя, незважаючи на те, що вже був початок жовтня — небезпечний час для навігації. Повертаючись, флот потрапив у бурю, що розкидала тіла його пасажирів від «Амастриди до Гераклеї» і 73 тисячі з відправлених 100 тисяч людей загинули.

## Друга експедиція Юстиніана

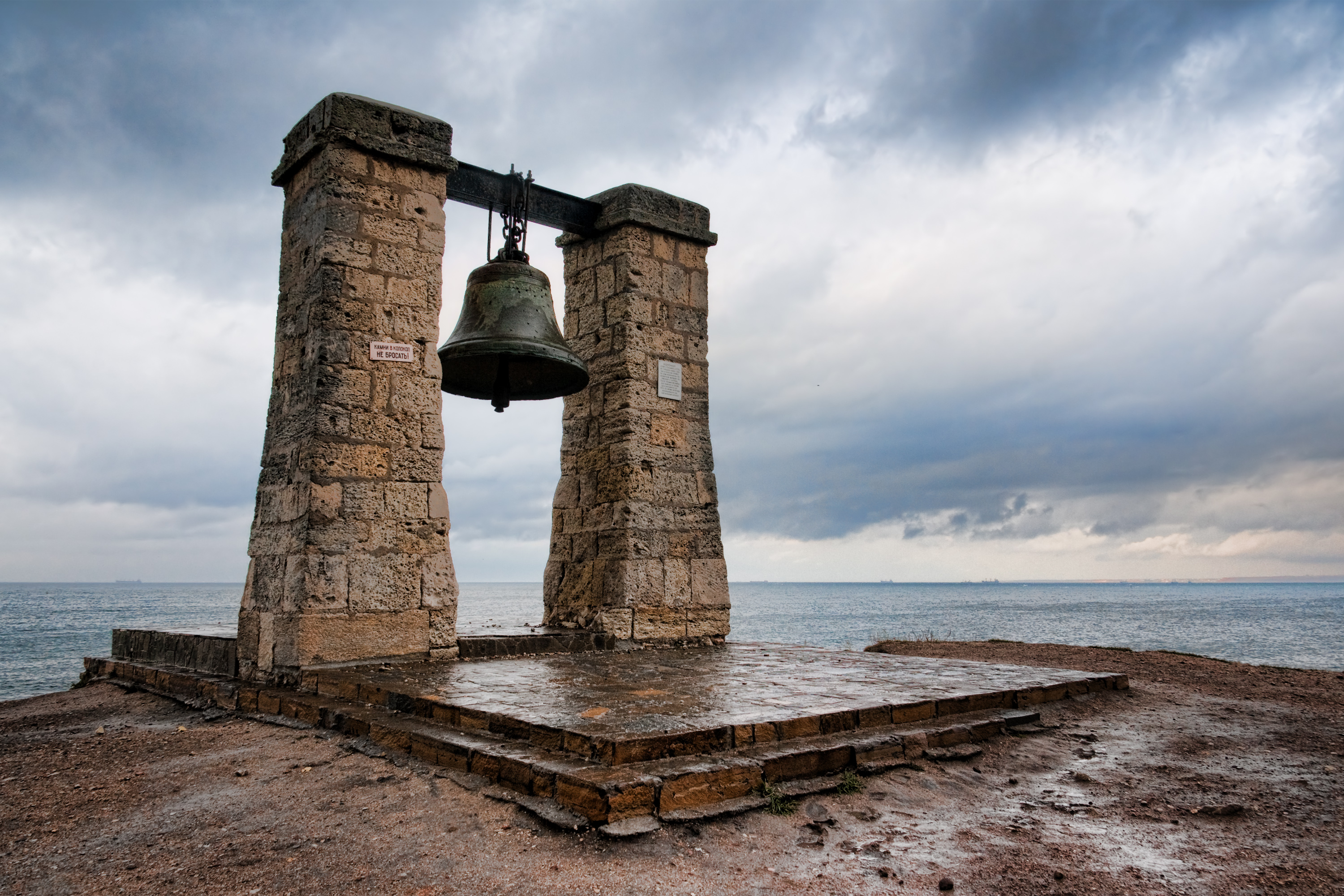
Дзвін у Херсонесі

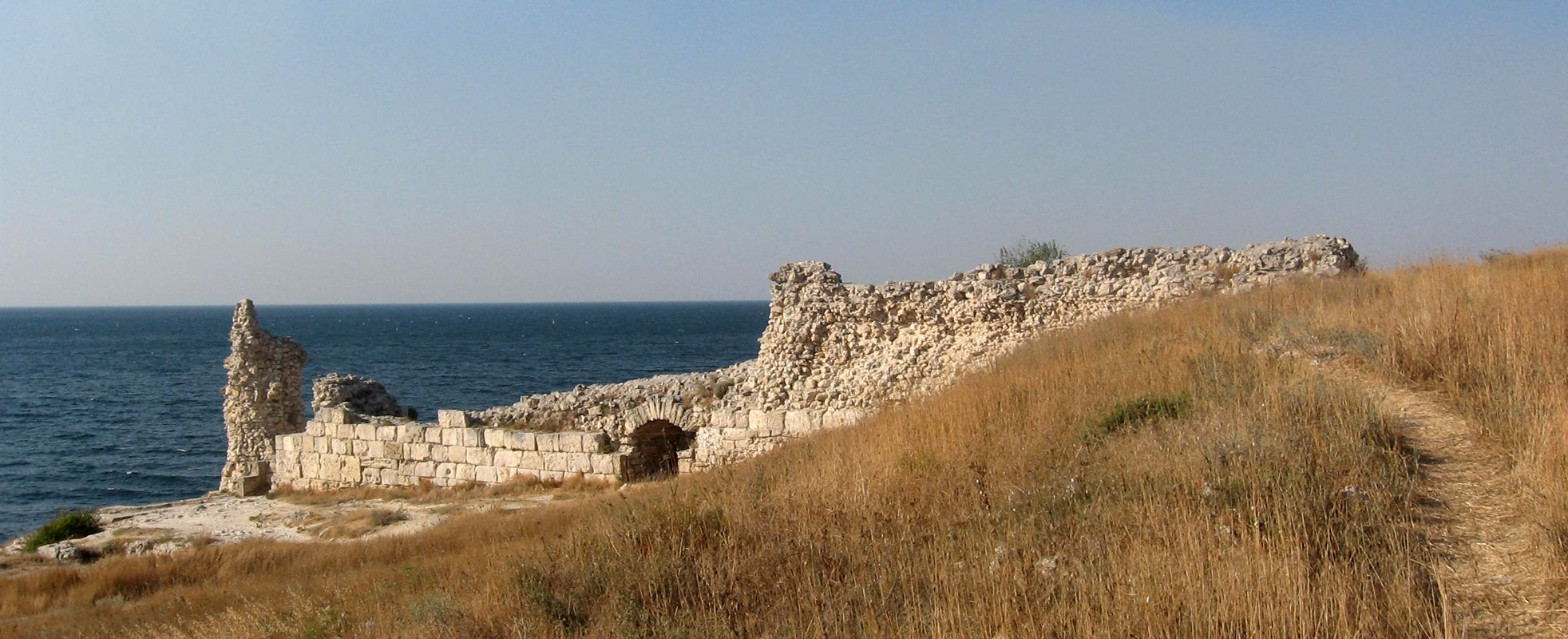
Західні ворота. Вид з боку некрополю

Анітрохи не збентежившись, Юстиніан наказав негайно споряджати новий флот, заявляючи, що «розорить і зрівняє з землею все аж до стін». Тоді, як пише Никифор:
|  | Архонти ж тих областей, дізнавшись про таку поголоску, як могли зміцнилися, а [крім того] направили послів до хазарів, щоб вони прислали військо для їхньої охорони і врятували тих, хто залишився живим.. |

Містяни вирішили оголосити новим імператором вигнанця Вардана. Щойно призначений архонтом Ілля теж перейшов на бік повсталих. У Константинополі в нього залишилася сім'я. Як пишуть хроністи, Юстиніан, коли дізнався про зраду, власноруч стратив його дітей прямо на очах матері, а її «змусив вийти заміж за свого кухаря».
Якщо правильне припущення про завершення першої експедиції наприкінці попереднього року, то друга експедиція та пов'язані з нею події мали розпочатися навесні, у другій половині березня — квітні, з відкриттям навігаційного сезону.
Юстиніан вирішив повернути назад до Херсонеса тудуна та Зоїла, і направити послів, які мали б «виправдатися перед каганом». Про те, наскільки серйозне значення він надавав цій місії, говорить той факт, що послами були відправлені міністр фінансів (логофет генікон) Георгій та голова столиці (епарх Константинополя) Іоанн. Військовий загін цього разу був невеликим, налічуючи лише 300 стратіотів із малоазійської феми Фракісій під командуванням турмарха Христофора. Однак на той час, коли експедиція досягла Херсонеса, у місті вже завершилося повстання. Поблизу вже було й хозарське військо, значніше, ніж загін, що прибув. Мешканці впустили до міста лише Георгія та Іоанна і тут же їх убили. Решту солдатів разом із тудуном та Зоїлом вони передали хазарам, і ті вирушили з ними до кагана.
Невідомо, як могли б розвиватися події, у разі успішної подорожі, але на нещастя для візантійців тудун під час дороги помер. Хазари, у яких за язичницьким звичаєм похорон знатних осіб мав супроводжуватися людськими жертвопринесеннями, влаштували тризну і перебили весь грецький загін.

## Третя експедиція Юстиніана
Папа Римський Костянтин, який на той час перебував з візитом у Константинополі, під час своєї зустрічі з імператором застерігав Юстиніана від направлення військ проти бунтівників, але залишився непочутим.
Оскаженілий Юстиніан спорядив новий великий флот, цього разу не тільки з людьми, а й з технікою для облоги. Вручивши командування патрикію Мавру Вессу, він наказав повністю зруйнувати Херсон, а мешканців безжально знищити, і про хід операції постійно надсилати йому повідомлення. Прибувши на місце, Мавр почав обстріл, встигнувши зруйнувати дві фортечні вежі — Кентенарісій та Сіагр, розташовані з боку моря. Але в цей момент до міста підійшла хозарська армія. Подальші події хроністи описують однією короткою фразою:
 Але тут прийшли хазари, і настало перемир'я — Феофан
 Але коли [на ромеїв] раптово напало військо хозар, місто було врятовано — Никифор
Після цієї події, а може й ще до неї, Вардан покинув Херсонес і втік до хазарського кагана. Патрикій Мавр, не знаючи, як йому в таких умовах продовжувати облогу і побоюючись повернення до Константинополя, вирішив приєднатися до херсонітів. Усі присягнули Вардану, проголосивши його новим імператором з іменем Філіппіка. До кагана було відправлено посольство, яке просило повернути втікача. Каган зажадав від візантійської армії дати клятву в безпеці Вардану, а як її забезпечення сплатити викуп із розрахунку по 1 соліду (золотій монеті) за кожного воїна. Потрібна сума у містян Херсона знайшлася, і Вардана було відпущено. Разом із флотом патрикія Мавра він вирушив до Константинополя.
Юстиніан, тим часом, не одержуючи повідомлень від флоту, сам вийшов із міста і опинився на малоазійському узбережжі Босфору в той момент, коли на його очах кораблі підпливли до беззахисної столиці. Вардан вільно увійшов до міста. Насамперед він наказав убити малолітнього августа Тиберія. Хлопчик був знайдений у церкві Влахернської Богоматері, де його сховала бабуся, імператриця Анастасія, яка марно благала вбивць пощадити невинну дитину. Тиберія вивели надвір і зарізали. Доля Феодори невідома.
Війська, отримавши від нового імператора гарантії безпеки, залишили Юстиніана. Ілля, колишній архонт Херсонеса, прийшов до імператора і відрубав йому голову. Голову за наказом Вардана було відправлено до Равенни, де її насадили на спис і пронесли вулицями, що викликало велику радість місцевого населення.
Прихильники кожної з точок зору по-різному трактують статус трьох згадуваних у зв'язку з хозарами чиновників (Папаца, Валгіца та Тудуна).

## Наслідки та наступні події
Папац — єдиний, хто у джерелах прямо названий хазарином, проте Феофан і Никифор дають йому різну характеристику. Згідно з Феофаном це представник «від імені кагана» у Фанагорії, згідно з Никифором — довірена особа кагана за Юстиніана, тобто, можливо, надісланий з Хазарії сановник, який раніше у Фанагорії не служив.
Відносини Візантії та Хазарії ще більш близькими. Війна із сирійськими Омейядами загрожувала столицям обидвох держав. Арабо-візантійські битви в Малій Азії та арабо-хазарські в Закавказзі йшли одночасно, не дозволяючи арабам зосередити всі сили на одній ділянці. Для Візантії найкритичнішою точкою протистояння стала 13-місячна облога Константинополя в 717 — 718 роках. Від падіння імперію врятували надзвичайно сувора зима, військова допомога булгар, знову надана ханом Тервелем, та експедиція хозар у Закавказзі. Найбільш вражаючим хозарським досягненням стало битва при Ардебілі 730 року, внаслідок яких досягли Діярбакира і передмість Мосула. На тлі цього успіху в 732 році візантійсько-хазарський союз досяг піку співпраці. Лев III одружив свого сина Костянтина (майбутнього імператора Костянтина V) на доньці кагана Біхара принцесі Чичак, у хрещенні названої Іриною. Їхній син, Лев IV на прізвисько Хозар, згодом став візантійським імператором у 775—780 роках. Серед іншого він продовжив традицію і своїх зведених братів, які брали участь проти нього у змові, заславши їх у Херсон.
Херсонес повернувся до складу Візантії. Після подій у ньому було засновано посаду архонта — верховного чиновника, підзвітного центральній владі. Архонтами (іноді їх могло бути кілька) призначалися місцеві жителі, проте вони мали статус державних чиновників: були включені до офіційних списків візантійських посад та користувалися печаткою візантійського зразка. За період VIII — першої половини IX століть збереглися понад 80 таких печаток. У 841 році Херсонес разом з рештою кримських територій було перетворено на фему — стандартну адміністративну одиницю імперії. Про відносини Херсона та Хазарії джерела здебільшого згадують у контексті місіонерських справ із християнськими громадами на території каганату. Хазари підходили до міста ще двічі, в період ворожнечі з Візантією: в 820 і 939 роках. В обидвох випадках це були невдалі облоги.

## Оцінки у джерелах

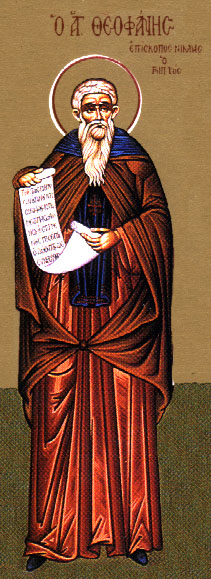
Феофан Сповідник

Події, що відбувалися, відомі за двома основними джерелами, які відображають позицію центральних візантійських кіл і вороже налаштовані до Юстиніана II. Це «Хронографія» Феофана Сповідника (810—814 рр.) та «Бревіарій» («Коротка історія») константинопольського патріарха Никифора (770—780-і рр.). Обидві хроніки переказують загальне джерело і дають дуже близький опис, доповнюючи один одного розрізненими деталями. Більшу кількість деталей, пов'язаних з хозарами, представив Феофан. Для Феофана характерна і більш образна манера викладу, яка іноді доходить до «відтінку неусвідомленої пародії». Автори демонструють нейтральне ставлення до каганату: протягом розповіді хозари жодного разу не визначені як вороги та їхні дії не називаються загарбницькими. Ще одним цінним джерелом є анонімний візантійський твір «Короткі історичні нотатки» (грец. Παραστάσεις σύντομοι χρονικαί) (датується в межах від початку VIII до IX століття). Це збірка історій та анекдотів про різні пам'ятки Константинополя. У 37-й новелі, що розповідає про золотоголову Базиліку, наводиться ім'я хозарського кагана (який тільки у зв'язку з втручанням у візантійську політику і залишився в історії), а також згадується, що він і правитель Болгарії Тервел бували в Константинополі та отримали велику нагороду. Подібний варіант розповіді про Базиліку, який не згадує хазарського кагана, але більш докладно описує нагороду, отриману Тервелем, зберігся ще в кількох пізніших візантійських джерелах, у тому числі в знаменитому словнику Суду X століття.
Джерел, що відображають херсонеську та хозарську версію подій, немає. Про те, як самі хазари сприймали епізод, до певної міри можна визначити за листом, написаним в середині X століття хозарським бек-мелехом (правителем) Йосипом, в якому він, перераховуючи свої кримські володіння (на той час вже давно суто номінальні), називає 11 міст — практично всі великі поселення півострова, але не претендує на Херсонес.
Джерела з найбільш віддалених від місця подій регіонів, зображають картину з різноманітними неточностями. Так Павло Диякон, автор «Історії лангобардів», нічого не знав про хазарів та Херсонес, у його уявленні Юстиніан знаходився на засланні десь у Причорномор'ї («в Понті»), а організатором повторного повалення був один Вардан Філіппік. За контрастом вірменський автор Гевонд, не з чуток знайомий з військовою міццю хозар, навпаки, перебільшив їх роль, зобразивши Тервела полководцем хазарського кагананату.
З істориків Халіфату найбільш докладний і, загалом, точний опис залишив аль-Масуді. Серед іншого він дав відсутнє у візантійських авторів роз'яснення, що Істиніанус ал-ахрам («безносий») зберіг здатність говорити, незважаючи на те, що йому перерізали вуздечку під язиком. За аль-Масуді, Юстиніан був засланий «на якийсь півострів», потім утік, опинився у царя хозар, одружився там, розраховував на хозарську допомогу, але не отримав її, і повернувся до влади за допомогою «царя бурджан Тарфале». У сирійських джерелах — у Феофіла Едесського та Агапія Манбіджського зберігся повніший текст листа, який каган написав Юстиніану після невдалої експедиції за Феодорою. Він збігається з грецьким за змістом та уїдливістю. Саму експедицію ці джерела описують трохи інакше. Якщо вірити їм, відправлений Юстиніаном флот, числом 50 кораблів, віз для кагана подарунки, коней та зброю. Усі східні джерела вважали Феодору не сестрою, а донькою кагана. Такі відомості, ймовірно, були і в джерелах, якими користувався Никифор, оскільки в одному місці своєї праці він, говорячи про Феодору, називає кагана батьком.

## Оцінки в історіографії
В історіографії у зв'язку із херсонеськими подіями дебатується кілька питань. Найбільш загальний із них стосується територіальної власності Криму у VIII столітті. Згідно з традиційною точкою зору, за винятком Херсона практично вся решта Криму входила до складу Хазарського каганату і після врегулювання херсонеського інциденту володіння обох країн повернулися до статус-кво. Олексій Айбабін, один із сучасних дослідників, що поділяють даний погляд, формулює його так:
|  | Повідомлення Феофана та Никифора про події, що почалися після відправлення до Херсона у 695 році позбавленого трону Юстиніана, дають підстави говорити про захоплення хозарами майже всього Криму. <…> Хозари визнавали приналежність Херсона імперії, але встановили свій протекторат над рештою Криму і не бажали миритися з присутністю великих візантійських військ навіть у Херсоні. |

Про хозарську приналежність Валгіца ні Феофан, ні Никифор прямо не говорять. Він названий «архонтом Боспора» і міг бути місцевим залежним правителем. С. Б. Сорочан та В. Є. Науменко вважають, що він підкорявся Візантії. Ю. М. Могаричов вважає його хозарським намісником не в самому місті Боспорі (сучасній Керчі), а на Тамані, оскільки назва «Боспор» могла застосовуватися як до міста, так і до області по обидва береги Керченської протоки і під час подій Валгіц перебував у Фанагорії. Гіпотеза будується на тому, що в Никифора Боспор називається «скіфським» і може бути калькою традиційного назви "Боспор Кімерійський", що позначав Керченська протока. На користь хозарської власності Валгіца існує додатковий аргумент. Його ім'я зіставляється з хозарським титулом, який у подібній формі — «бул-ш-ци» відомий у цьому ж регіоні для X століття (зокрема, такий титул носив хозарський намісник Таматархі та полководець Песах, який тримав в облозі Херсон 939 року). Що означав цей титул, залишається незрозумілим. Запропоновано різні варіанти його етимології з тюркських мов: «начальник міста» або «правитель».
|  | Державна приналежність будь-якої території та будь-якого населення, насамперед, визначається кінцевим адресатом податків, верховним сюзереном, яким для Сугдеї та Боспора VIII ст. однозначно був хозарський каган, який здійснював оподаткування через посередництво локальних намісників-тудунів. Жодного, навіть непрямого факту підпорядкування Боспора та Сугдеї в цей час візантійському імператору чи візантійським державним чиновникам у нашому розпорядженні поки що немає. |

Ряд сучасних дослідників дотримуються іншої точки зору, вважаючи, що теза про панування хозар значною мірою є міфом і Крим завжди залишався частиною Візантійської імперії. Сергій Сорочан запропонував розглядати візантійсько-хазарські відносини в Криму як кондомінат — спільне володіння з особливим статусом, аналогічним тому, що був у Кіпру (на той період розділений навпіл між Візантією та Халіфатом) й деяких інших прикордонних візантійських володінь. Основні риси кондомінату полягали в присутності на одній території влади обидвох держав, рівному розподілу ними доходів від торгівлі та податків та демілітаризованій зоні — забороні тримати великі військові сили. З цим висновком погодилися Валерій Науменко, який висловив на його користь низку додаткових аргументів на прикладі Боспора, і потім низку інших істориків, із застереженням, за самим автором, що прямих відомостей про існування візантійсько-хазарських угод щодо Криму в джерелах немає.
|  | Таким чином, аналіз наявних у нашому розпорядженні джерел з історії Таврики кінця VII - середини VIII ст. показує, що з зазначеного періоду немає підстав говорити про встановлення хозарського панування чи навіть «протекторату» на острові у цей час. Найважливіші приморські центри (Херсон, Боспор, Сугдея) продовжують зберігати провізантійську політичну, ідеологічну та торговельно-економічну орієнтацію, а гірські області Кримської Готії — традиційний «союзний» статус в імперії. <…> Військово-політичний союз Візантії та хозар підтримувався в Північному Причорномор'ї не лише звичайними ін'єкціями імперського золота та багатих дарів кочівницької знаті, іноді династійними шлюбами, а й запровадженням за Юстиніана II у Херсоні та на Боспорі режиму кондомінатного управління, який укладався спільні доходи від торгово-митних операцій у межах округів. |

Зрештою Юрій Могаричов пропонує ще більш скептичне трактування, в рамках якого про достовірну присутність хозарської адміністрації в кримських містах взагалі не можна говорити. На думку дослідника, «єдиний хозарський чиновник, який у цей час фіксується в Криму — це херсонський тудун».
|  | Херсон, Боспор і Клімати безсумнівно за історією з Юстиніаном II, постають як території підлеглі Візантії. Посилання Юстиніана до Херсона, участь «херсонітів, босфоріан та інших кліматів» у змові проти нього, бажання останнього винищити весь народ «у Херсоні, Босфорі та інших архонствах», проголошення імператором Вардана Філіппіка «херсонітами та жителями інших фортець» вказують, що як місцевим населенням, і візантійськими авторами ці території однозначно сприймалися, як ромейські, а не як хозарські чи зі статусом подвійного підпорядкування. <…> Вся політика каганату стосовно Криму зводилася, головним чином, до можливості отримання данини. Якщо ж хозари, не з власної волі, виявлялися втягнутими у внутрішньовізантійські конфлікти на території півострова, то тут претензії хозар були, переважно, матеріальними, а не територіальними чи політичними. |

Папац — єдиний, хто у джерелах прямо названий хазарином, проте Феофан і Никифор дають йому різну характеристику. За Феофаном це представник «від імені кагана» у Фанагорії, за Никифором — довірена особа кагана за Юстиніана, тобто, можливо, надісланий з Хазарії сановник, який раніше у Фанагорії не служив.
Трактування Тудуна як хозарського намісника теж іноді заперечується в історіографії, проте нині ця думка немає прибічників. Візантійськими авторами слово «Тудун» сприймалося як особисте ім'я. Про підпорядкованість чиновника хазарському кагану прямо говорить Феофан, але у Никифора ця подробиця опущена. У грецькому написанні слова зустрічаються різночитання. В одному з двох рукописів твори Никифора (т. зв. ватиканський список) та іноді у Феофана воно має форму «Тондун» (грец. το ν δουνον, замість основного το υ δουνον). Ігор Баранов запропонував вважати цю форму первинною і дав трактування Тондуну як тюрку, який перебував у Херсонесі на візантійській службі на посаді архонта.
Зовсім різні позицій мають дослідники стосовно питання про загальний вплив, здійснений хозарами на внутрішньовізантійську політику. Для праць хозарознавців традиційна апологічна оцінка. Як написав британський історик Д. М. Данлоп, автор першої узагальнюючої праці з хазарської історії:
|  | У ході цих подій ми бачимо, що хозарський хакан відігравав значну, якщо не домінуючу, роль у Криму. Залишивши Юстиніана, він, найімовірніше, зробив його падіння неминучим. Філіппік Вардан навряд чи міг досягти успіху без підтримки хакана. Не буде перебільшенням сказати, що у цей момент хакан міг дати нового імператора Грецької імперії. <…> Через кілька років після цього вони [хозари] вже були готові розпочати наступ на іслам. |

Його радянський колега Михайло Артамонов висловився трохи більш обережно, утім у подібних висловлюваннях:
|  | У всіх цих подіях роль хозар була, мабуть, більш значною, ніж це вказано хроністами. Підпорядкування Херсона хозарам сталося без тиску з боку останніх і було результатом доброї волі самих херсонців, продиктованої побоюваннями помсти Юстиніана. Змова Вардана, який знайшов сприятливий ґрунт для розвитку серед обурених жорстокою розправою херсонців, міг дозріти лише за сприяння хозар. |

Обидва автори вважали, що справжньою причиною експедицій Юстиніана була спроба відвоювати Крим у хозар.
Навпаки, у працях візантиністів, зазвичай, підкреслюється, що ініціатива повалення Юстиніана виходила від місцевого візантійського населення, а роль хозар зводилася до найманства. На думку І. С. Чичурова :
|  | Д. Данлоп бачить у поваленні Юстиніана II й проголошенні імператором Вардана свідчення панування хозар у Криму та їх впливу на розвиток подій усередині імперії, що, очевидно, слід вважати перебільшенням: візантійських імператорів скидають, за свідченням Феофана, і проголошують ромеї - херсоніти, жителі інших кримських фортець і надіслані Юстиніаном II воїни. Для такої високої оцінки хозарського втручання немає, як нам здається, вагомих підстав. |

### Дослідження
- Айбабин А. И. Этническая история ранневизантийского Крыма. — Симферополь, 1999.
- Артамонов М. И. История хазар. — Л., 1962.
- Баранов И. А. Таврика в эпоху раннего средневековья (салтово-маяцкая культура). — К, 1990.
- Бешевлиев В. К вопросу о награде, полученной Тервелем от Юстиниана II в 705 г. // Византийский временник. — 1959. — Вип. 16 (41) (26 березня).
- Бородин О. Р. Равеннский экзархат. Византийцы в Италии. — СПб., 2001.
- Виноградов А. Ю., Комар А. В. Институт тудуна и хазары в юго-западном Крыму VIII — начала IX в. в контексте новых данных эпиграфики // Сугдейский сборник. — Киев—Судак, 2005. — Вип. 2 (26 березня).
- Данлоп Д. М. История хазар-иудеев = The History of the Jewish Khazars / пер. с англ. Л. А. Игоревского. — М, 2016 (1954).
- Каждан А. П. История византийской литературы (650—850 гг.). — СПб., 2002.
- Калинина Т. М. Сведения ал-Масуди и других восточных писателей о пребывании Юстиниана II у хазар и болгар // Калинина Т. М. Проблемы истории Хазарии (по данным восточных источников). — М, 2015. — 26 березня.
- Калинина Т. М. Письмо хазарского хакана Юстиниану II // Хазарский альманах. — Москва, 2016. — Вип. 14 (26 березня).
- Кулаковский Ю. А. История Византии: (602—717). — Киев, 1915. — Т. 3.
- Могаричев Ю. М. К вопросу о хазарах в Крыму в начале VIII в. // Хазары. Khazars. — Иерусалим—М., 2005. — 26 березня.
- Науменко В. Е. Таврика в контексте византийско-хазарских отношений: опыт первых контактов // Хазарский альманах. — Киев-Харьков, 2004. — Вип. 3 (26 березня).
- Новосельцев А. П. Хазарское государство и его роль в истории Восточной Европы и Кавказа. — М., 1990.
- Романчук А. И. Исследования Херсонеса-Херсона. Раскопки. Гипотезы. Проблемы. Т. 2: Византийский город. — Тюмень, 2008.
- Семёнов И. Г. Хазарско-византийские политические отношения во 2-й пол. VII — нач. VIII вв. // Византийский временник. — М, 2012. — Вип. 71(96) (26 березня).
- Сорочан С. Б. Византия и хазары в Таврике — господство или кондоминиум? // Україна в Центрально-східній Європі. — 2007. — Вип. 7 (26 березня).
- Сорочан С. Б. Византийский Херсон в письме Анастасия Библиотекаря // Хазарский альманах. — Киев-Харьков, 2013. — Вип. 11 (26 березня).
- Сюзюмов М. Я. Социально-политическая борьба и внешнее положение империи в конце VII — начале VIII в. / под ред. С. Д. Сказкина // История Византии. Том 2. — М, 1967. — 26 березня.
- Храпунов  Н. И. К вопросу о роли городской общины в управлении византийским Херсоном в VIII—XI вв. // Античная древность и средние века. — Екатеринбург, 2014. — Вип. 42 (26 березня).
- Vachkova V. The Bulgarian Theme in Constantinople’s Monuments (A new approach in the study of Bulgarian and Byzantine cultural memory) // Palaebulgarica. — 2008. — Вип. 4 (26 березня). Архівовано з джерела 2 жовтня 2013.